# Japanischer Fußball-Supercup 1998
Der japanische Fußball-Supercup 1998 wurde am 14. März 1998 zwischen dem japanischen Meister 1997 Júbilo Iwata und dem Kaiserpokal-Sieger 1997 Kashima Antlers ausgetragen. Das Spiel fand im Nationalstadion in Tokio statt.
| Paarung         | Júbilo Iwata – Kashima Antlers |
| Ergebnis        | 1:2 (1:1) |
| Datum           | 14. März 1998 um 14:52 Uhr |
| Stadion         | Nationalstadion, Tokio |
| Zuschauer       | 35.208 |
| Schiedsrichter  | Naotsugu Fuse |
| Tore            | 1:0 Toshiya Fujita (11.) 1:1 Atsushi Yanagisawa (30.) 1:2 Naoki Sōma (89.) |
| Júbilo Iwata    | Yūshi Ozaki – Adilson, Makoto Tanaka, Toshihiro Hattori, Akira Konno – Takashi Fukunishi, Daisuke Oku, Hiroshi Nanami, Toshiya Fujita – Masashi Nakayama, Alessandro Cheftrainer: Valmir Louruz ( Brasilien)        |
| Kashima Antlers | Masaaki Furukawa – Ryōsuke Okuno, Yutaka Akita, Akira Narahashi, Naoki Sōma – Yasuto Honda, Kōji Kumagai, Tadatoshi Masuda, Bismarck – Yoshiyuki Hasegawa, Atsushi Yanagisawa Cheftrainer: João Carlos ( Brasilien) |
| Gelbe Karten    | Takashi Fukunishi (13.), Daisuke Oku (64.), Hiroshi Nanami (72.), Akira Konno (74.), Toshiya Fujita (83.) – Koji Kumagai (67.)                                                                                      |

## Supercup-Sieger Kashima Antlers
|  | Kashima Antlers |
|  | - Tor: Masaaki Furukawa - Abwehr: Ryōsuke Okuno; Yutaka Akita; Akira Narahashi; Naoki Sōma - Mittelfeld: Yasuto Honda; Kōji Kumagai; Tadatoshi Masuda; Bismarck - Angriff: Yoshiyuki Hasegawa; Atsushi Yanagisawa |
|  | Trainer: João Carlos |